# 海頓天象館

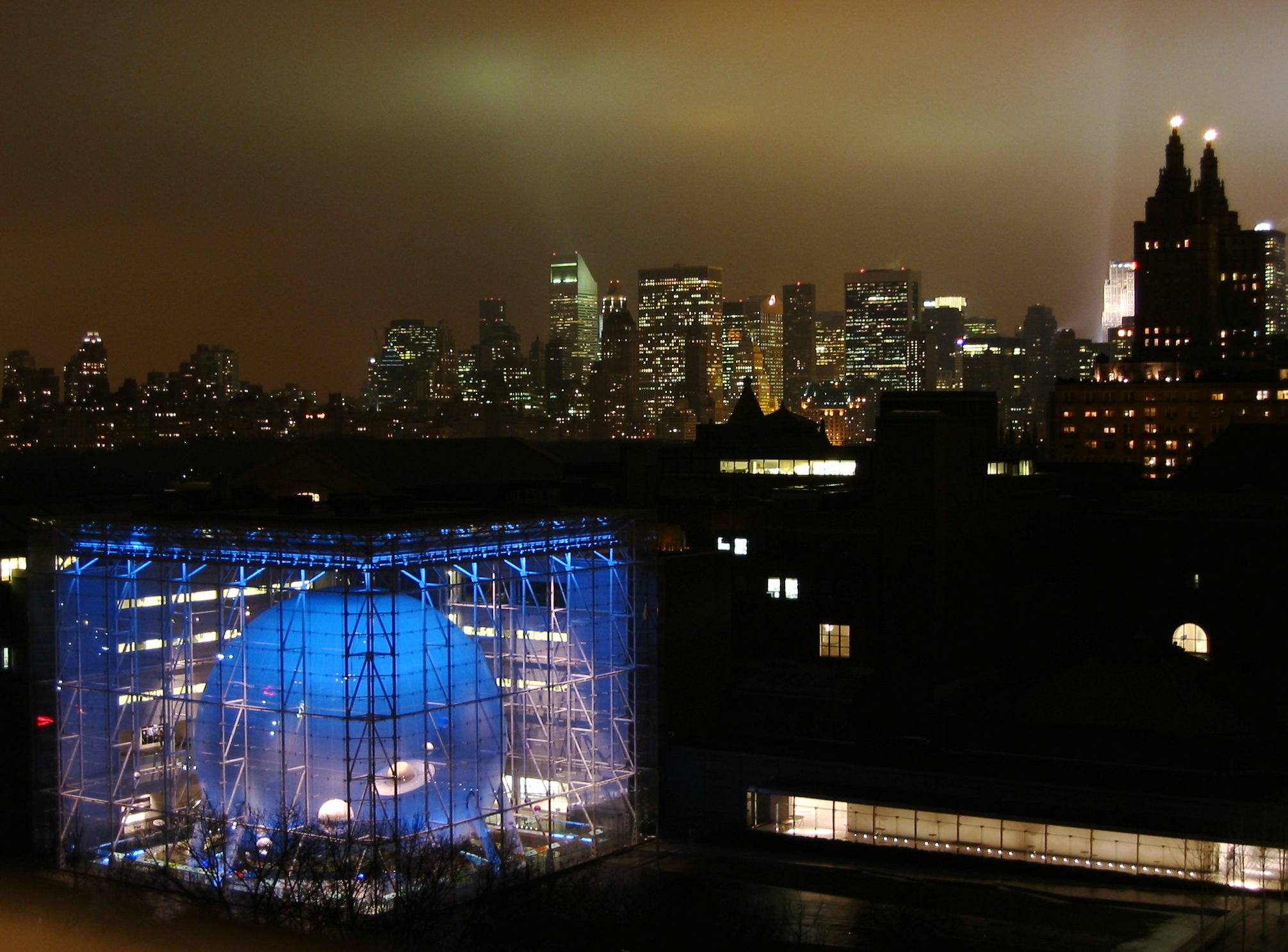
海頓天象館的夜景。

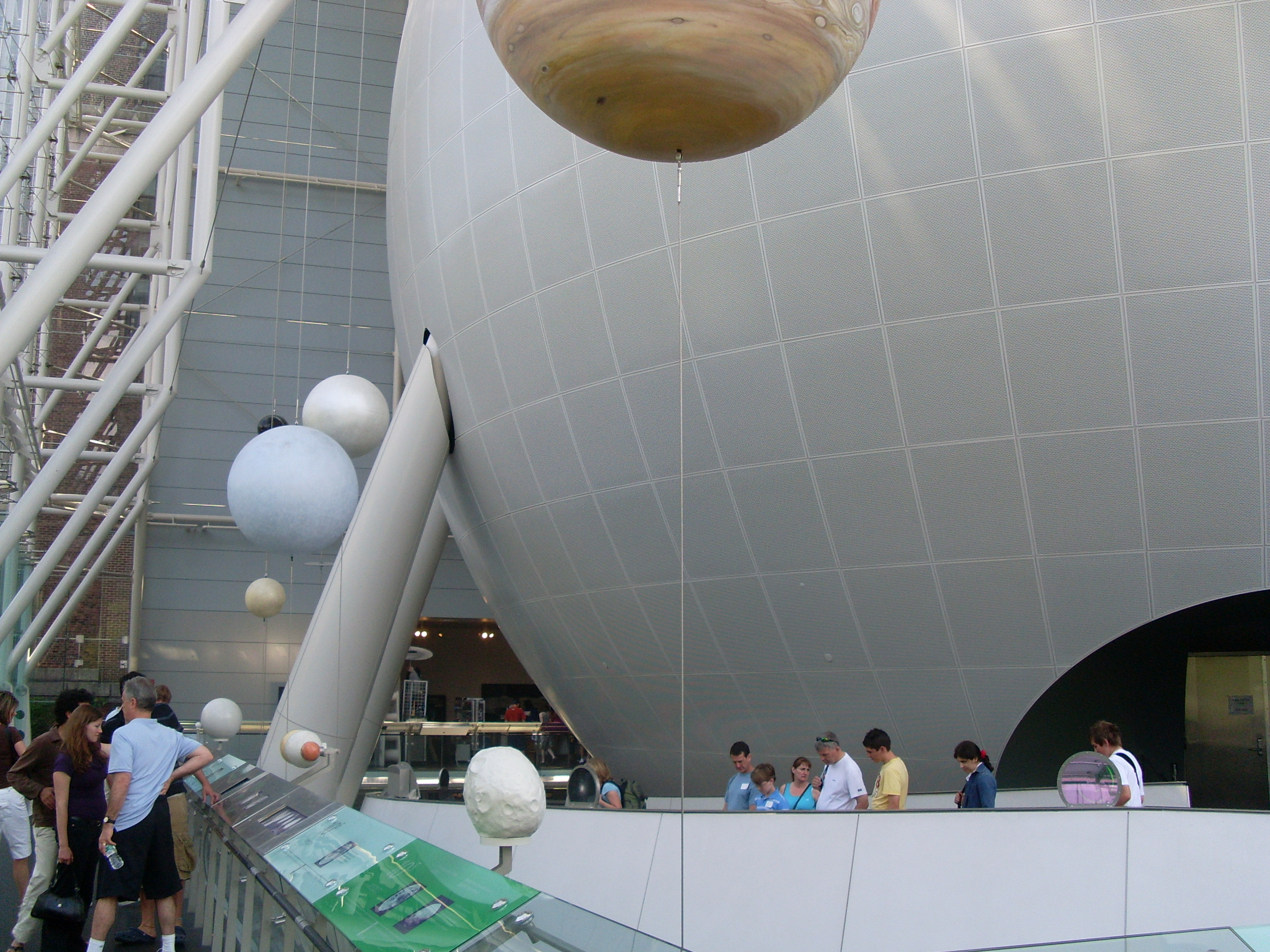
從後至前：海頓球，宇宙通道和展示的宇宙尺度。

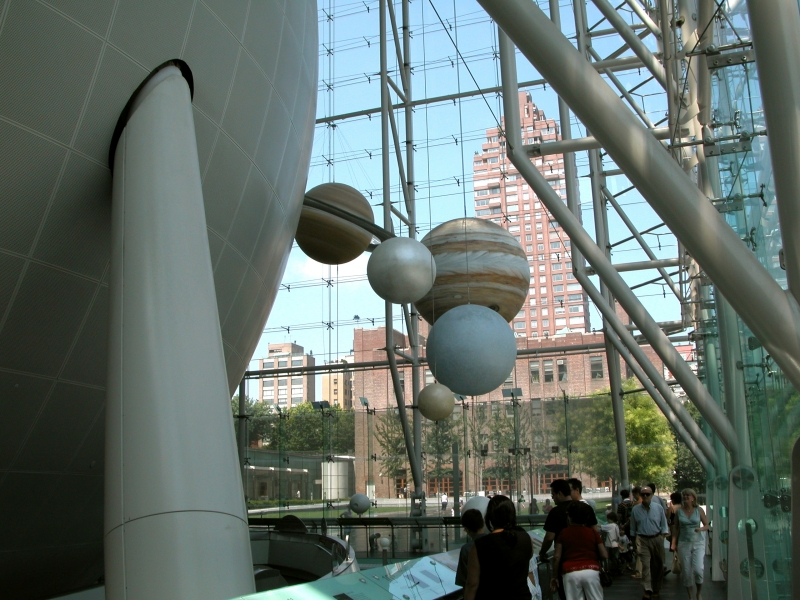
宇宙尺度的展示。

海頓天象館是美國紐約市一個公共天象館，為美國自然史博物館地球和太空的玫瑰中心所屬部分。目前的館長是天文物理學家奈爾·德葛拉司·泰森。
從2000年2月，天象館已經成為玫瑰中心內兩個主要的景點之一。海頓球房屋的上半部是星空劇場，以視覺科學和目前的天文物理資料為基礎，使用高解析的全天域影像，投射出太空景象。除此之外，使用客製的蔡司星空投影機系統精確的複製從地球上看見的夜空。
球的下半部是回到大爆炸的劇場，在4分鐘的節目中描述了宇宙的誕生。當訪客離開天象儀劇場，他們在出口看見宇宙大小的展示，這些顯示出宇宙的遼闊；步道本身就是宇宙從大爆炸到現在的時間線。這項展示離開宇宙通道並引導至大爆炸劇場，同時顯示宇宙的歷史。從底部的宇宙通道，訪客可以駐足在巨大的地球廳探索地質、氣候、板塊構造以及其它的，或是繼續進入宇宙大廳探索行星、星系和更多其他的領域。
海頓天象館提供了大量的課程和演示文稿，包括天文物理學的前緣(最近的進展)和知名作家的系列講座。
當海頓天象館改建完成在2000年重新開幕時，就只有8顆行星的模型，不包括當時仍被視為行星的冥王星，這導致在標題上產生了爭議。

## 歷史
| 1935 | 海頓天象館，由Trowbridge & Livingston建築師事務所設計，它重建的經費有65萬美元是重建金融公司的貸款，15萬美元是銀行家Hayden, Stone & Co.的查爾斯·海頓捐贈的。它的任務是給大眾 對宇宙有更深入和生動與真誠的認識…，和每天發生在宇宙中的美妙事情。 |
| 1960 | 安裝蔡司馬克IV投影機。 |
| 1973 | 安裝蔡司馬克IV投影機和新的座椅。 |
| 1979 | 在電影曼哈頓中，天象館成為影片中背景的場景。伍迪·艾倫和黛安·基頓在劇中的角色，於突發的驟雨之後在天象廳中走動。 |
| 1997 | 舊有的海頓天象館在1月關閉並拆除。 |
| 1999 | 新的、客製化的蔡司馬克IX投影機在8月安裝。它附有一個數位圓頂投影系統，以Silicon Graphics超級電腦提供即時產生3-D視覺化宇宙影像。 |
| 2000 | 在2月19日，由James Polshek設計，介紹地球和太空的玫瑰中心，包括新的海頓天象館，對大眾開放。 |

## 外部連結
- Rose Center for Earth and Space official website （页面存档备份，存于）
- .   [2010-10-27]. （原始内容存档于2006-03-06）.
- Summary of the Hayden Planetarium （页面存档备份，存于） from the Zeiss website
- 'The Digital Universe' （页面存档备份，存于） — 3-dimensional atlas of the universe — free downloadable software provided by the Hayden Planetarium

40°46′53″N 73°58′24″W / 40.78148°N 73.97324°W